# Alexander Heisterkamp
Alexander Heisterkamp (* 21. September 1972 in Münster) ist ein deutscher Physiker und Professor für Biophotonik.

## Biographie
Heisterkamp wurde 1972 im westfälischen Münster geboren. Nach dem Abitur am Gymnasium Isernhagen 1992 begann er 1993 er ein Studium der Physik an der Gottfried Wilhelm Leibniz Universität Hannover, das er 1998 mit dem Diplom abschloss. 2002 wurde er in Hannover promoviert. 2003/04 arbeitete er als Postdoktorand an der Harvard University. Danach forschte er einige Jahre auf dem Gebiet Biophotonik an der Universität Hannover, zuletzt von 2006 bis 2009 als Juniorprofessor. 2009 war er Professor für Biophotonik an der Universität Hannover.
Von 2011 bis 2014 hatte Heisterkamp eine Professur für Angewandte Physik/Optik für die Ophthalmologie am Institut für Angewandte Optik der Friedrich-Schiller-Universität Jena inne. Seit Februar 2014 ist er Professor für Biophotonik an der Leibniz Universität und zugleich Mitglied im wissenschaftlichen Direktorium des Laser Zentrums Hannover. 2018–2019 übernahm er eine Gastprofessur an der Keiō-Universität in Tokio. 2021 wurde Heisterkamp Prodekan und ist derzeit (Januar 2025) Dekan der Fakultät für Mathematik und Physik.
Heisterkamp gehört dem Vorstand der Deutschen Technion-Gesellschaft an.

## Forschungsinteressen
Heisterkamps Forschungsinteressen liegen schwerpunktmäßig in den Bereichen ultrakurze Laserpulse und nichtlineare Optik, laserbasierte Bildgebung in der Mikroskopie und Lasermanipulation von Zellen und Geweben. Seit 2021 ist er Teilprojektleiter im DFG-geförderten Transregio Sicherheitsintegrierte und infektionsreaktive Implantate und befasst sich in seinem Projekt mit der Entwicklung optischer Sensoren für Implantate mit dem Ziel, Infektionen frühzeitig diagnostizieren und behandeln zu können.

## Publikationen
- Einsatz ultrakurzer Laserpulse in der refraktiven Laserchirurgie. Dissertation an der Universität Hannover, 2002 (online).

## Auszeichnungen
- 2005: Kaiser-Friedrich-Forschungspreis für Biophotonik
- 2005: WLT-Preis 2005 für Nachwuchswissenschaftler
- 2006: DFG-Exzellenzakademie Multimodale Bildgebung
- 2009: 1. Preis des Wissenschaftspreises StartupImpuls
- 2010: Excellence-Award des Exzellenzclusters REBIRTH
- 2010: Senior Member der SPIE